# 김강민 (야구인)
김강민(金江珉, 1982년 9월 13일 ~ )은 대한민국 야구인이다. 현 KBS 스포츠플러스 야구 해설위원이다.

## SK 와이번스&SSG 랜더스시절
2001년 신인 드래프트에서 2차 2라운드 지명을 받아 입단하였다. 프로 입단 이전에는 투수였지만, 이후 외야수로 전향했다.
2002년에 처음으로 1군에 올라왔다. 총 49경기에 출전해 별다른 활약을 보이지 못하다가 2006년부터 두각을 나타나기 시작했다. 2004년의 병역비리 사건 여파로 부진했던 채종범을 밀어내고 주전 외야수로 활동했다. 2009년에는 2할대 타율, 12홈런, 42타점을 기록했고, 2010년에는 3할대 타율, 127안타, 72타점을 기록했다. 이 때의 성적으로 소속 팀에서의 주전 자리와 동시에 2010년 아시안 게임에서 외야수로서 대표팀 명단에 이름을 올렸다. 2014년에는 3할대 타율, 130안타, 82타점으로 데뷔 후 최다 타점을 기록했다. 이 해에 FA 자격을 얻었고 4년 총액 56억원에 잔류했다. 그러나 FA 후 첫 시즌이었던 2015년에 부상과 부진이 겹쳐 2할대 타율을 기록하는 등 전체적으로 부진했고, 이 때문에 먹튀라고 불렸다.
2016년에 조동화에 이어 팀의 새로운 주장으로 선임됐다.
2019년 시즌 후 FA 자격을 취득했고, 총액 1+1년 10억 원에 잔류했다. 2022년 한국시리즈 MVP를 수상했다.

## 한화 이글스시절
2024년 KBO 리그 2차 드래프트를 통해 이적하였다. 그러나 이 과정에서 SSG 랜더스 프런트는 팬들의 강한 반발을 불러왔다.
2024년에는 시즌 초부터 햄스트링 부상 등에 시달리며 1군 41경기에 그쳤고, 시즌 후 현역 은퇴를 선언했다.

## 국가대표 경력

### 2010년 광저우 아시안 게임
최종 엔트리에 이름을 올리며 데뷔 첫 국가대표로 선발됐다.
하지만 정작 아시안 게임 중에는 큰 활약을 보이지 못했다. 3차전 파키스탄전에 출전해 5회초 적시타 외에는 출전 기회도 적어 활약이 다소 없었다. 대표팀에 승선한 다른 외야수(이용규, 이종욱, 추신수, 김현수) 중 유일하게 우투우타인 점과 다른 팀에 좌완이 별로 없었기 때문에 출전 기회는 적었지만, 외야 백업으로 자리를 지켰다. 한국이 우승하며 금메달을 획득했고 1~99 사이의 번호를 써야 한다는 아마추어 룰에 맞춰 0번 대신 9번을 달았다.

## 논란
- 2024년 KBO 리그 2차 드래프트에서 SSG 랜더스는 유망주를 보호하기 위해 그를 보호선수 명단에 포함시키지 않았고, 한화 이글스의 지명을 받아 이적하게 됐다. 이 과정에서 SSG 랜더스의 커뮤니케이션 부재가 드러났고, 이 결과의 여파로 SSG 랜더스는 당시 단장이었던 김성용의 보직을 데이터센터장으로 변경시켰다. 이후 김성용은 2023년 11월 28일에 사퇴했다.[10]

## 에피소드
- 2016년 6월 21일 LG전에서 류제국에게 빈볼을 맞고 1루로 진루하는 과정에서 류제국과 눈이 마주치며 들고 있던 배트를 내팽겨치고 류제국에게 주먹을 휘두르며 벤치 클리어링이 일어났고, 결국 류제국과 동반 퇴장당했다.[11]

## 별명
- 프로 입단 전에는 투수로 지명을 받았고, 본래 투수였기 때문에 강한 어깨로 폭넓은 수비력을 보여 '짐승'[12]이라고 불린다.
- 2022년 불혹의 나이로 한국시리즈 MVP를 수상하는 등 기량이 과거로 회귀한 듯하여 팬들로 하여금 데뷔 연도인 2001년을 출생 연도로 바꿔 '아가강민'[13]이라고 불렸다.

## 출신 학교
- 대구본리초등학교
- 대구중학교
- 경북고등학교

## 등장곡
- SK 와이번스 & SSG 랜더스 시절
  - Butterfly - 러브홀릭스 (영화 "국가대표" OST)

## 통산 기록
| 연도 | 팀명   | 타율  | 경기 | 타수 | 득점 | 안타 | 2루타 | 3루타 | 홈런 | 루타 | 타점 | 도루 | 도실 | 볼넷 | 사구 | 삼진 | 병살 | 실책 |
| ---- | ------ | ----- | ---- | ---- | ---- | ---- | ----- | ----- | ---- | ---- | ---- | ---- | ---- | ---- | ---- | ---- | ---- | ---- |
| 2002 | SK     | 0.000 | 1    | 0    | 0    | 0    | 0     | 0     | 0    | 0    | 0    | 0    | 1    | 0    | 0    | 0    | 0    | 0    |
| 2003 | SK     | 0.500 | 2    | 4    | 0    | 2    | 0     | 0     | 0    | 2    | 1    | 0    | 0    | 0    | 0    | 1    | 0    | 1    |
| 2004 | SK     | 0.120 | 23   | 25   | 4    | 3    | 1     | 0     | 1    | 7    | 2    | 2    | 1    | 3    | 0    | 7    | 1    | 0    |
| 2005 | SK     | 0.225 | 23   | 40   | 6    | 9    | 1     | 0     | 0    | 10   | 3    | 2    | 3    | 4    | 0    | 9    | 0    | 0    |
| 2006 | SK     | 0.276 | 96   | 145  | 20   | 40   | 9     | 1     | 1    | 54   | 14   | 8    | 5    | 14   | 1    | 30   | 3    | 2    |
| 2007 | SK     | 0.243 | 124  | 334  | 51   | 81   | 10    | 3     | 4    | 109  | 18   | 19   | 10   | 28   | 6    | 57   | 6    | 1    |
| 2008 | SK     | 0.271 | 106  | 258  | 38   | 70   | 16    | 3     | 3    | 101  | 32   | 16   | 8    | 26   | 6    | 46   | 2    | 8    |
| 2009 | SK     | 0.267 | 104  | 341  | 48   | 91   | 18    | 3     | 12   | 151  | 42   | 10   | 7    | 24   | 5    | 67   | 7    | 5    |
| 2010 | SK     | 0.317 | 115  | 401  | 74   | 127  | 19    | 2     | 10   | 180  | 72   | 23   | 9    | 33   | 2    | 51   | 5    | 1    |
| 2011 | SK     | 0.281 | 80   | 281  | 37   | 79   | 14    | 1     | 8    | 119  | 33   | 9    | 4    | 20   | 2    | 56   | 3    | 2    |
| 2012 | SK     | 0.272 | 123  | 427  | 49   | 116  | 20    | 0     | 5    | 151  | 31   | 11   | 10   | 29   | 4    | 72   | 7    | 2    |
| 2013 | SK     | 0.301 | 105  | 352  | 39   | 106  | 22    | 3     | 10   | 164  | 55   | 10   | 6    | 36   | 4    | 54   | 10   | 3    |
| 2014 | SK     | 0.302 | 113  | 430  | 86   | 130  | 29    | 3     | 16   | 213  | 82   | 32   | 5    | 43   | 4    | 91   | 12   | 3    |
| 2015 | SK     | 0.246 | 96   | 293  | 43   | 72   | 17    | 0     | 4    | 101  | 31   | 7    | 4    | 23   | 7    | 83   | 6    | 1    |
| 2016 | SK     | 0.298 | 115  | 366  | 59   | 109  | 21    | 0     | 10   | 160  | 47   | 12   | 5    | 32   | 12   | 89   | 5    | 2    |
| 2017 | SK     | 0.219 | 88   | 183  | 31   | 40   | 5     | 1     | 5    | 62   | 18   | 10   | 4    | 15   | 5    | 50   | 3    | 2    |
| 2018 | SK     | 0.298 | 80   | 235  | 40   | 70   | 14    | 0     | 14   | 126  | 46   | 10   | 6    | 22   | 5    | 57   | 1    | 2    |
| 2019 | SK     | 0.270 | 127  | 422  | 54   | 114  | 14    | 2     | 8    | 156  | 50   | 15   | 8    | 31   | 4    | 103  | 2    | 3    |
| 2020 | SK     | 0.253 | 122  | 289  | 39   | 73   | 11    | 1     | 12   | 122  | 45   | 7    | 5    | 27   | 4    | 62   | 10   | 2    |
| 2021 | SSG    | 0.238 | 122  | 223  | 43   | 53   | 12    | 1     | 8    | 90   | 27   | 3    | 3    | 25   | 6    | 52   | 3    | 2    |
| 2022 | SSG    | 0.303 | 84   | 178  | 24   | 54   | 11    | 0     | 5    | 80   | 18   | 1    | 3    | 18   | 3    | 39   | 1    | 0    |
| 2023 | SSG    | 0.226 | 70   | 137  | 20   | 31   | 3     | 0     | 2    | 40   | 7    | 2    | 1    | 23   | 1    | 38   | 2    | 0    |
| 2024 | 한화   | 0.224 | 41   | 76   | 5    | 17   | 0     | 0     | 1    | 20   | 7    | 0    | 0    | 8    | 3    | 21   | 1    | 0    |
| 통산 | 23시즌 | 0.273 | 1960 | 5440 | 810  | 1470 | 266   | 24    | 139  | 2218 | 681  | 209  | 108  | 484  | 84   | 1135 | 90   | 42   |